# Garo (salsa)

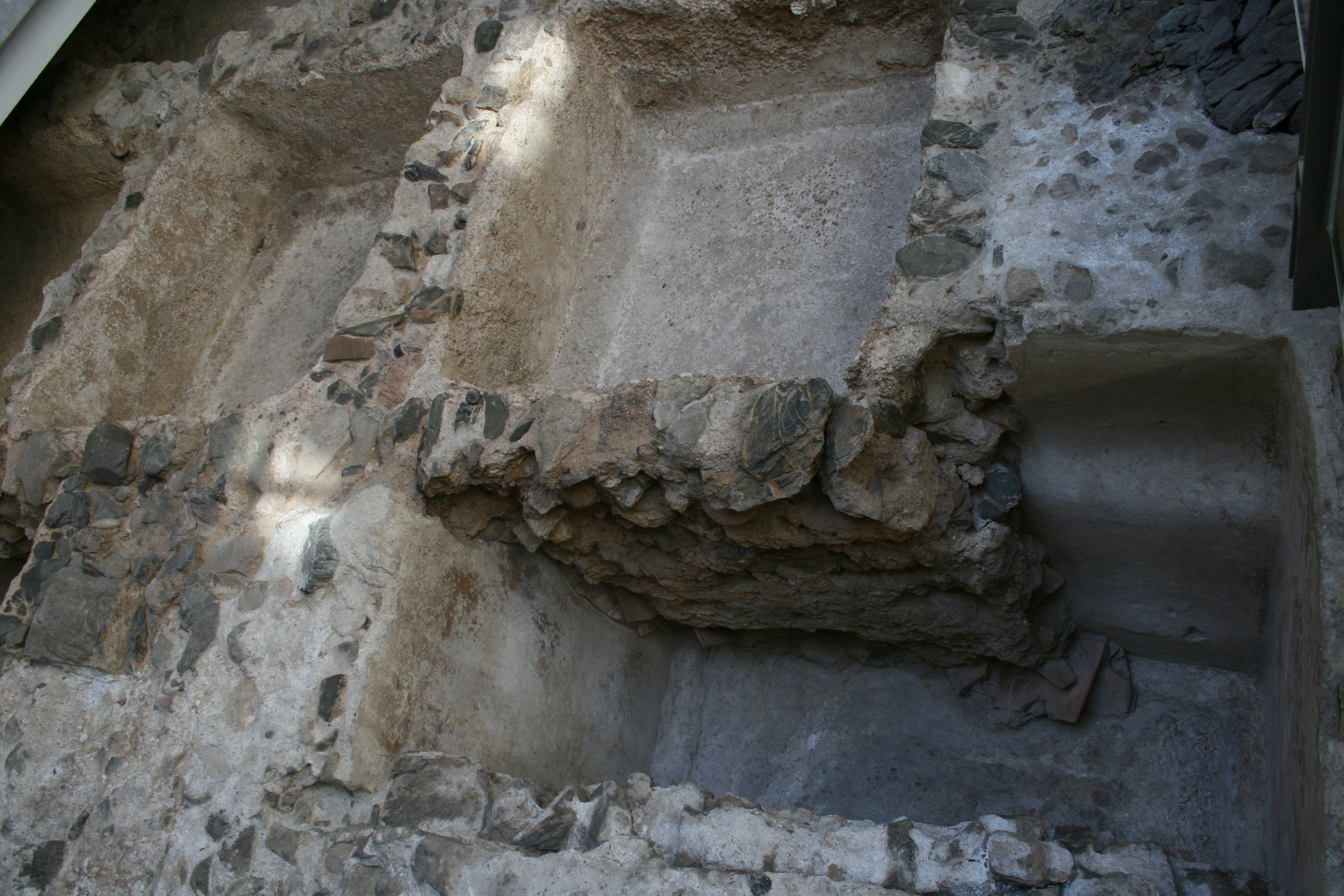
Fosas para la factoría de garum en Málaga.

El garo (del latín garum, y este del griego γάρον) es una salsa de pescado preparada con vísceras fermentadas de pescado muy extendida en la gastronomía romana. Se empleaba por los habitantes de la Antigua Roma, principalmente, para condimentar o acompañar gran cantidad de comidas, aunque se usaba asimismo en medicina y cosmética.

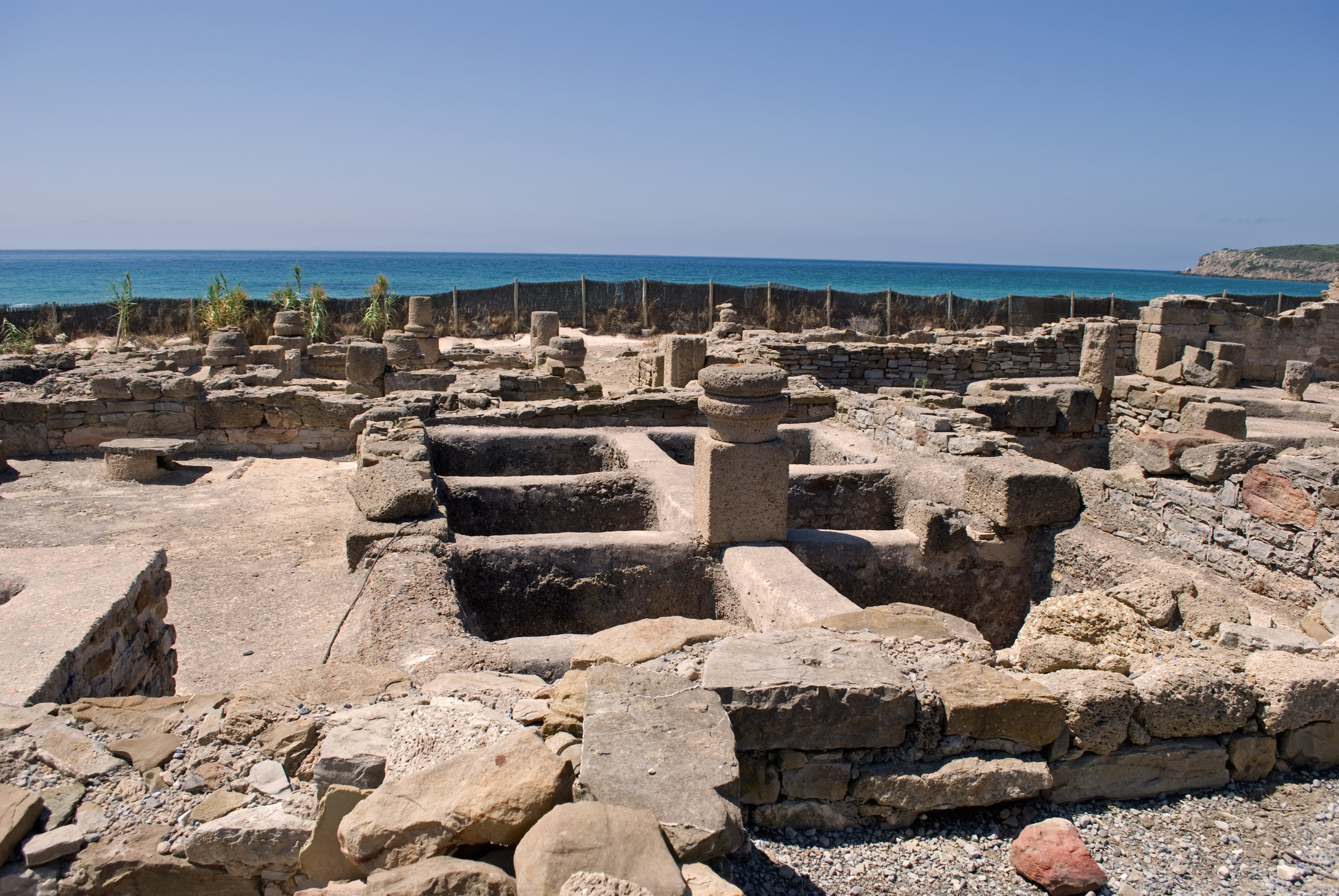
Factoría de garum en Baelo Claudia.

El arqueólogo Michel Ponsich, en su libro "Aceite de oliva y salazones de pescado: factores geo-económicos de Bética y Tingitania" (1988), sostiene que el garum era considerado un producto curativo en el tratamiento de quemaduras, eczemas, disentería, úlceras, limpiar heridas y curar dolencias de oídos. Asimismo, destaca el autor, se lo consideró un producto afrodisíaco tal vez por su alto contenido de nitrógeno.
Los romanos emplearon el garo de forma semejante a como hoy en día utilizan las cocinas asiáticas la salsa de soja. En lugar de verter unos granos de sal sobre la comida, se ayudaban del garo para proporcionar un sabor salado a los alimentos. Hoy en día se sabe de su composición por las descripciones confusas y ambiguas de Apicio que aparecen en la obra de De re coquinaria.

## Origen
La voz "garum" aparece en el Diccionario Ilustrado Latino - Español Vox (2015) como "especie de salmuera hecha con ciertos líquidos y las vísceras de varios pescados". Según el Diccionario de Gastronomía de Carlos Delgado garum es un condimento salsa de la antigüedad romana, elaborado principalmente en España con los hipogastros de atún, la morena y caballa. Hay que diferenciar el salgama o salsamentun de los romanos, esto es los productos salados, de los salazones, de los productos expuestos a la autólisis, como el garum, en las que al pescado se le deja fermentar, de forma controlada, ya que la sal actúa como antiséptico matando los gérmenes.
La información disponible sobre su proceso de elaboración se apoya en testimonios de textos literarios y estudios arqueológicos. Ponsich sostiene que los griegos antiguamente fabricaban un condimento cuyo ingrediente principal era un pez llamado "garus" y que, tal vez, éstos hayan introducido esa receta en la antigua Hispania. Los foceos, al sur del Mar Negro, practicaban la salazón en el siglo VII a. C. A su vez, los fenicios extendieron por la península ibérica la explotación de la sal que empleaban como forma de conservación de alimentos y en la elaboración de una salsa de pescado de origen persa llamada "gariflos". Los colonizadores griegos de Alto Ampurdán, la antigua Ampurias, extendieron ese sistema de conservación y consumían una salsa llamada "garom", cuyo ingrediente principal era el "garus". Desde el siglo V a. C. se despachaba esa salsa hacia Atenas, Olimpia y Corintio. Este hecho histórico, además de la similitudes entre las voces "garus" y "garum", permiten sostener la teoría de Ponsich.
El garum está citado en obras de Estrabón, Plinio el Viejo, Marcial y Séneca.

## Elaboración
El garum figura como ingrediente imprescindible en casi todas las recetas recopiladas en el De Re Coquinaria (siglo I). Era una salsa elaborada haciendo fermentar varias semanas pescados azules con una salmuera concentrada y diversas hierbas aromáticas.
Su sabor variaba según el pescado utilizado como base o si era realizado con gambas, ostras u otro tipo de molusco. El pescado azul empleado en la elaboración del garum dependía de la región de proveniencia y su disponibilidad estacional. El precio y la calidad del producto variaban según su procedencia y forma de elaboración, siendo la más estimada el preparado en las costas españolas (garum sociorum). Ciertamente, el estudio de restos arqueológicos en la antigua ciudad romana de Gades y de otros asentamientos fundados en la península ibérica, concluye que el boquerón era la principal especie usada en la elaboración del garum, seguido de la sardina, jurel, liza, brótola de roca, caballa, rodaballo y atún rojo. También podía prepararse lubinas o morenas; aunque la salsa preparada con anchoas ("maena") se denominaba muria y la salsa resultante de usar chanquetes ("apua") se conocía como añex. 
El garum o liquamen era extraído del hígado, los intestinos y otras partes blandas del pescado que eliminaban al limpiarlo: hipogastrios, garganta, lechaza (el fluido corporal donde deposita la esperma el pez), huevas y sangre. O incluso con recortes de pescado o pescados enteros de pequeño tamaño. En un recipiente de madera o terracota se colocaban ya trituradas o apisonadas especias aromáticas muy potentes, junto a los trozos y desperdicios de pescados y mucha cantidad de sal. Esta preparación se dejaba reposar al sol de dos a tres meses, hasta lograr su reducción. Si bien esa concentración en sal evitaba la putrefacción bacteriana, en el Libro XXXI de su "Naturalis historia", Plinio el Viejo decía que "se prepara a partir de tripas de pescado y diversas partes que de otro modo se desecharían, maceradas en sal; de modo que es, de hecho, el resultado de su putrefacción".
Así, la sal actuaba como un fuerte potenciador del sabor, permitiendo que el garum se utilizara como sustituto de la sal en la elaboración de todo tipo de platos, e inhibía el crecimiento microbiano, permitiendo su conservación durante largos períodos de tiempo.
La parte líquida obtenida tras la fermentación de esta preparación se conocía con el nombre de garum. Este líquido se filtraba y se almacenaba en ánforas de terracota para su conservación y transporte hacia Roma. El residuo seco que no quedaba disuelto en la salsa se conocía como allex o hallec. Lavando el allex con una solución de agua salada repetidas veces se obtenía una salsa similar al garum llamada liquamen.
Algunos estudiosos de la antigua cocina romana creen que originariamente el liquamen era la salsa de pescado utilizada por los cocineros como aderezo durante la elaboración de la comida. En tanto que el garum sería el término utilizado para denominar la salsa de pescado que utilizaban los comensales como condimento de mesa una vez que la comida ya se había servido, del mismo modo que hoy en día utilizamos la salsa de soja. La confusión proviene de la obra de Marco Gavio Apicio, quien utiliza indistintamente ambas voces.
A su vez, en las mesas romanas, solía combinarse con vino -"oenogarum"-, con agua -"hydrogarum"-, con vinagre -"oxygarum"- o con aceite -"oleogarum"- a gusto y alcance del consumidor. Por ejemplo, en De re Coquinaria se aconsejaba el garum con vino para aderezar cierto estilo de cocción del faisán.
La receta más clara se encuentra en un texto del siglo III, atribuido al hortelano Quinto Gargilio Marcial: en un ánfora de entre 25 y 35 litros de capacidad se ponía una capa de hierbas aromáticas de sabor fuerte, como apio, menta griega (o hierbabuena), coriandro (o cilantro), orégano, eneldo e hinojo; sobre las hierbas se colocaban los peces pequeños enteros y los más grandes cortados en pedazos y encima del pescado una capa de unos dos dedos de alto de sal. Se repiten los ingredientes en el mismo orden hasta llenar el recipiente. La mezcla se tapaba y se dejaba reposar al sol durante siete días. Pasada esa semana, se removía la salsa cada día durante veinte jornadas más. Al final, se obtenía un líquido más o menos espeso, el apreciado garum.

## Principales centros de producción

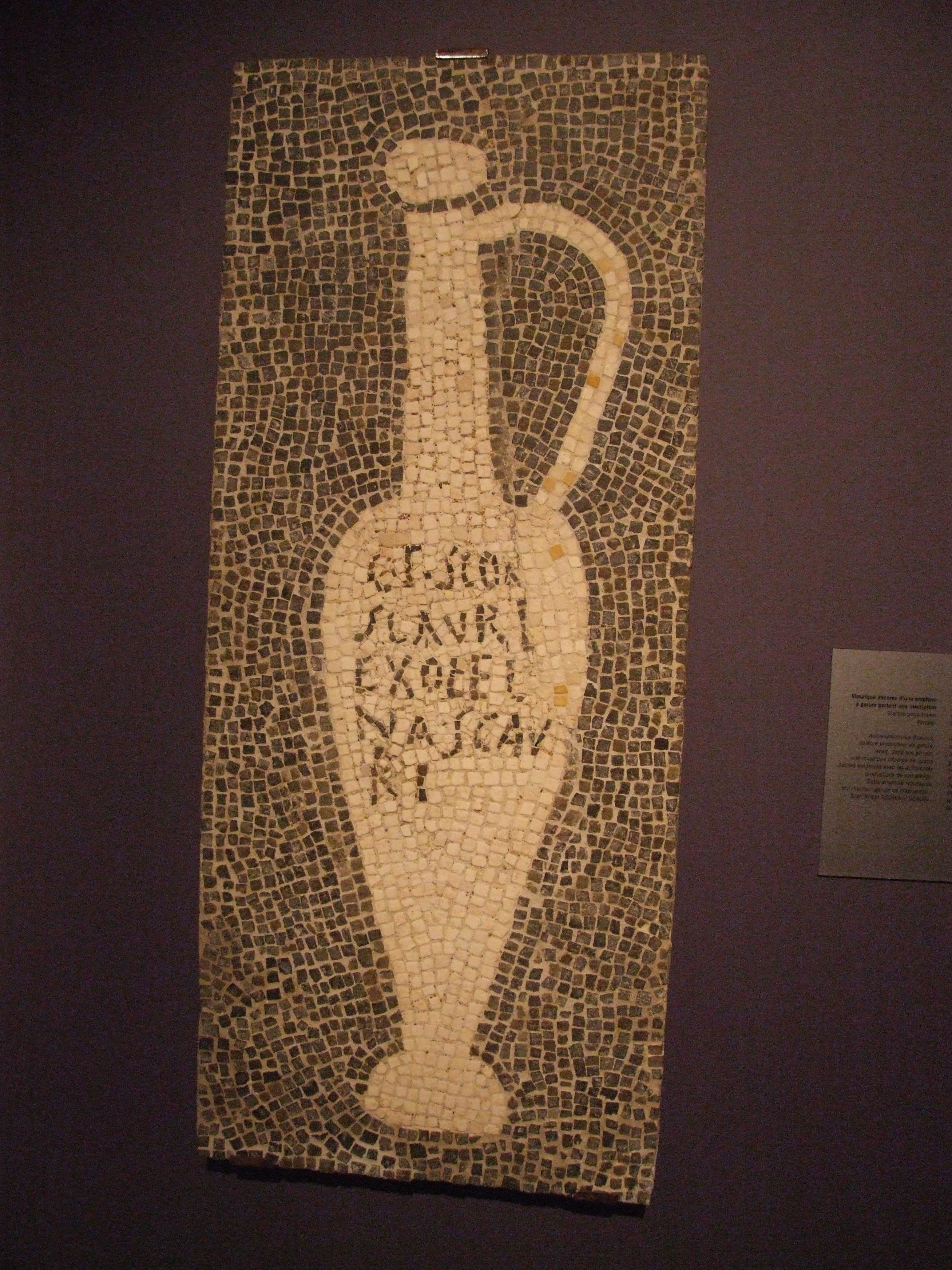
Mosaico que representa una jarra de "Flor de Garum" que dice "del taller del importador de garum Aulus Umbricius Scaurus".

En la antigüedad solo se consumía pescado fresco en las zonas costeras, en tanto que en el interior del territorio continental se comercializaba en salazón (salsamenta) o como garum. Las costas de las penínsulas ibérica y tingitana eran  las más importantes para la pesca por la variedad y calidad de las especies que se encontraban en el punto de contacto entre el Océano Atlántico y el Mare Nostrum (Mediterráneo).
Ciertamente las principales factorías romanas de garum se hallaban distribuidas en la provincia romana de Bética, en el sur de Hispania. Según estudios literarios e investigaciones arqueológicas, los principales centros de producción y exportación de garum eran las ciudades romanas de Gades, Baelo Claudia, Sexi, Híspalis, Malaca, Cetaria, Carteia y Iulia Traducta, estas tres últimas situadas en el arco de la bahía de Algeciras.
Otros puntos de producción importantes fueron la ciudad de Septem, dentro de la provincia de Mauritania Tingitana; la colonia de Ficaria, cerca de Carthago Nova (actual Cartagena), y las unificadas Islas Baleáricas -tras la conquista de la isla de Menorca y Mallorca-, ubicadas en la provincia de Hispania Citerior. La única excepción geográfica era Gijón, a orillas del mar Cantábrico, en donde también se producía y exportaba el garum.
A partir de época augustea, la ciudad de Carthago Nova, ubicada en la provincia de Hispania Citerior Tarraconensis, se consagra como el principal centro productor y exportar de salazones y garum -como revelan los restos hallados en lugares como la isla de Escombreras, Los Castillicos y Las Mateas-, así como uno de los puertos más prósperos del mundo romano. Con la caída del Imperio Romano la exportación de este producto desapareció, conservándose su consumo en sitios puntuales hasta casi la Edad Media.
Aún se pueden ver varias ruinas arqueológicas, configuradas en forma de piscinas, de la antigua industria pesquera romana en España: en la factoría de salazones de la calle Sacramento de Cádiz; el Antiquarium de Metropol Parasol, en Sevilla; el ubicado en la calle Alcazabilla junto al Teatro Romano de Málaga, los situados en los bajos del edificio del Rectorado de la Universidad, del Museo Carmen Thyssen-Bornemisza, o los aparecidos durante la construcción de las líneas del Metro de Málaga; los yacimientos de Villa Vieja en Algeciras y en El Majuelo en Almuñécar, Granada; y el paseo de las palmeras de Ceuta. Gades contaba con su propia moneda para facilitar el comercio y, curiosamente, el anverso mostraba a Hércules, su fundador, y el reverso mostraba uno o dos atunes. Cetaria, por su raíz etimológica (“pez de gran tamaño”) y hallazgos arqueológicos de Getares, era un lugar dedicado a la pesca de atunes mediante la técnica de la almadraba y a las figlinae de producción de ánforas (taller de alfarería) para el garum y el vino, de material constructivo y cerámica común.

## Aspectos sociales
Garum tenía una dimensión social que podría compararse con la del ajo en algunas sociedades occidentales modernas, o con la adopción de la salsa de pescado en la cocina vietnamita (llamada allí nước mắm). Plinio el Viejo comenta que "casi ningún otro líquido, excepto los perfumes, ha comenzado a ser más caro". Séneca, manteniendo la línea anticuada contra la locura costosa, advirtió en contra, a pesar de que su familia era de Córdoba:
¿Qué? ¿No crees que la llamada "Salsa de las Provincias", el costoso extracto de pescado venenoso, quema el estómago con su putrefacción salada?
Un fragmento sobreviviente de Platón el cómico habla de "garum pútrido". Marcial felicita a un amigo por mantener los avances amorosos con una chica que se había entregado a seis raciones.
El antropólogo biológico Piers Mitchell sugiere que el garum puede haber ayudado a propagar las tenias de los peces por toda Europa.

## Como medicina
Garum también se empleó como medicina. Se pensaba que era una de las mejores curas para muchas dolencias, incluidas las mordeduras de perro, para aliviar la diarrea crónica y tratar el estreñimiento. Galeno en su tratado Mezclas y propiedades de los simples dice que "Garum tiene una capacidad considerable de calor y sequedad, y debido a esto, algunos médicos tratan con él las úlceras putrefactas y lo inyectan a las personas con disentería y ciática". Garum incluso se usó como ingrediente en cosméticos y para eliminar el vello y las pecas no deseados.

## Garum hoy en día
Ha habido varios intentos de producir garum en época reciente, pero no ha sido hasta 2014 cuando se ha analizado garum original que quedó perfectamente conservado en una tienda de garum de Pompeya. A partir de él se empieza a comercializar el producto, que puede ser refinado y complementado con otros restos orgánicos hallados en Baelo Claudia en 2015.
Un producto moderno derivado del garum es la colatura di alici, típico de Cetara, en la Región de Campania, Italia.
En el volumen 37 del cómic de Asterix "Asterix en Italia", el garum tiene un rol importante en la historia.